# 西沱镇
西沱镇原名西界沱，位于中国重庆市东部石柱土家族自治县，与万州区、忠县毗邻，濒临长江，是石柱县唯一的长江口岸。与石宝寨隔江相望。全镇幅员面积66平方公里。2003年被评为中国历史文化名镇。
西沱历史悠久、早在清朝乾隆时期，这里就是贸易繁盛之地。西沱古镇云梯街依山顺势而建，两旁保存着明清遗留下来层层叠叠的土家民居吊角楼，镇上保留了紫云宫、禹王宫、万天宫、二圣宫、桂花园等古代建筑。

## 行政区划
临溪镇下辖以下地区：
双桥社区、沿江社区、月台社区、云梯社区、朱家槽村、黄桷岩村、西山村、玉石村、太平桥村、南坪村和竹景山村。